# Berry (Kentucky)
Pour les articles homonymes, voir Berry (homonymie).
Berry est une ville américaine située dans le comté de Harrison, dans le Kentucky. Selon le recensement de 2020, sa population est de 250 habitants.